# Кацнельсон, Альберт Анатольевич
Альберт Анатольевич Кацнельсон (14 апреля 1930, Смоленск — 1 мая 2005) — физик, заслуженный деятель науки Российской Федерации, действительный член Международной Академии Информатизации, Соросовский профессор, лауреат премии имени Е. С. Фёдорова

## Биография
Родился 14 апреля 1930 года в Смоленске в семье военнослужащего.
В 1952 году окончил физический факультет МГУ (кафедру рентгеноструктурного анализа).
После окончания МГУ с 1952 по 1955 год работал по распределению в НИИ-35 МРТП, а потом до конца жизни работал на физическом факультете Московского университета.
С 1955 по 1969 годы — работа на кафедре общей физики для физиков: сначала ассистентом, а затем старшим научным сотрудником.
В 1969 году с группой профессора В. И. Ивероновой перешёл на кафедру физики твёрдого тела, с которой, в основном, и была связана вся его дальнейшая педагогическая, научная и общественная деятельность.
В 1960 году защитил кандидатскую, а в 1968 году — докторскую диссертацию. В 1962 году ему было присвоено учёное звание старшего научного сотрудника, а в 1973 — профессора.
Умер 1 мая 2005 года.

### Научная и общественная деятельность
Работал вместе с коллегами и учениками в области пионерских исследований по атомному ближнему порядку в кристаллах, радиационной металлофизике, многоволновому динамическому рассеянию рентгеновских лучей, электронной теории кристаллов, содержащих дефекты, и металлических сплавов с ближним порядком, компьютерному моделированию атомной и электронной структуры систем пониженной размерности, структурным изменениям в открытых термодинамически неравновесных системах.
Одним из крупных достижений, изменивших представление о кристаллических неупорядоченных сплавах, стали работы по микроскопике неупорядоченных равновесных и неравновесных металлических сплавов, как систем, имманентным свойством которых является присутствие ближнего порядка в расположении атомов разного сорта, определяющего их физические характеристики. В них впервые была предложена классификация типов ближнего порядка и установлено существование гетерогенного ближнего (локального, дисперсного) атомного порядка, определяющее аномалии физических свойств ряда сплавов, разработана электронная (в приближении псевдо- и когерентного потенциала) теория атомного ближнего порядка, открыта новая глава в физике открытых термодинамически неравновесных твердотельных систем. Установлено, от чего зависит структурная эволюция подобных неупорядоченных систем, на примере систем «металл-водород» — показано, что особенности этой эволюции при насыщении водородом и в процессе последующей релаксации связаны с трансформацией иерархически соподчинённых дефектных структур и определяются процессами самоорганизации соответствующих дефектно-структурных состояний. Впервые обнаружено, что структурные изменения и фазовые превращения на ряде стадий релаксации носят осциллирующий или стохастический характер.
В результате исследований были получены данные в области многоволновой динамической дифракции рентгеновских лучей, когда было установлено существование 3, 4 и 6 волнового эффекта Бормана в кристаллах Si, GaAs и InP, обнаружены эффекты, не предсказанные теоретически.
Вёл семинарские и практические занятия по общей физике со студентами 1-2 курсов, читал лекции студентам 3-5 — го курсов по различным разделам физики конденсированных сред.
Автор современного варианта курса «Введение в физику конденсированного состояния», спецкурсы: «Псевдопотенциалы в физике твёрдого тела», «Рассеяние рентгеновских лучей и нейтронов конденсированными средами», «Квантовая теория твёрдого тела для экспериментаторов», «Синергетические аспекты физики твёрдого тела».
Член редколлегии журнала «Поверхность», член Учёного Совета ряда ВУЗов и институтов.
Под его руководством выполнено более сотни дипломных работ, 70 кандидатских диссертаций, 8 его учеников стали докторами наук.
Автор более 500 работ, в том числе 11 учебных пособий и монографий, 3 из которых изданы в переводе на английский язык; получено 3 авторских свидетельства.

## Награды
- Премия имени Е. С. Фёдорова (совместно В. И. Ивероновой, за 1979 год) — за цикл работ по атомному ближнему порядку в кристаллах
- Заслуженный профессор Московского Университета (1996)
- Золотой Почётный диплом Международной ассоциации водородной энергетики (1998)
- Заслуженный деятель науки Российской Федерации (1999)